# Anungitea uniseptata
Anungitea uniseptata är en svampart som beskrevs av Matsush. 1975. Anungitea uniseptata ingår i släktet Anungitea och familjen Venturiaceae.   Inga underarter finns listade i Catalogue of Life.